# Zakerana sengupti
Espèce
Synonymes
- Fejervarya sengupti Purkayastha & Matsui, 2012

Zakerana sengupti est une espèce d'amphibiens de la famille des Dicroglossidae.

## Répartition
Cette espèce est endémique du Meghalaya en Inde. Elle se rencontre à Mawphlang dans le district des East Khasi Hills à 1 824 m d'altitude.

## Description
Les mâles mesurent de 33,4 à 35,7 mm et les femelles de 32,5 à 53,2 mm.

## Étymologie
Cette espèce est nommée en l'honneur de Saibal Sengupta.

## Publication originale
- Purkayastha & Matsui, 2012 : A new species of Fejervarya (Anura: Dicroglossidae) from Mawphlang, northeastern India. Asian Herpetological Research, vol. 3, p. 31-37.